# Assemblea Constituent Estoniana
L'Assemblea Constituent Estoniana (estonià Asutav Kogu) fou escollida entre el 5 i el 7 d'abril de 1919, convocada pel Govern Provisional Estonià durant la guerra d'independència d'Estònia. L'assemblea fou escollida per representació proporcional, hi pogueren votar també els soldats del front i van guanyar els partits de centre i esquerra:
| Partits d'esquerra       | % Vots | Escons | Partits de Centre  | % Vots | Escons | Partits de Dreta        | Vots   | Escons | Altres            | Vots  | Escons |
| ------------------------ | ------ | ------ | ------------------ | ------ | ------ | ----------------------- | ------ | ------ | ----------------- | ----- | ------ |
| Social Demòcrates        | % 33.3 | 41     | Partit del Treball | % 25.1 | 30     | Partit Nacional Cristià | % 4.4  | 5      | Minories ètniques | % 3.8 | 4      |
| Socialistes Independents | % 5.8  | 7      | Partit Nacional    | % 20.7 | 25     | Lliga Agrària           | % 6.5  | 8      | Altres            | % 0.4 | 0      |
| Total Esquerra           | % 39.1 | 48     | Total Centre       | % 45.8 | 55     | Total Dreta             | % 10.9 | 13     | Total altres      | % 4.2 | 4      |

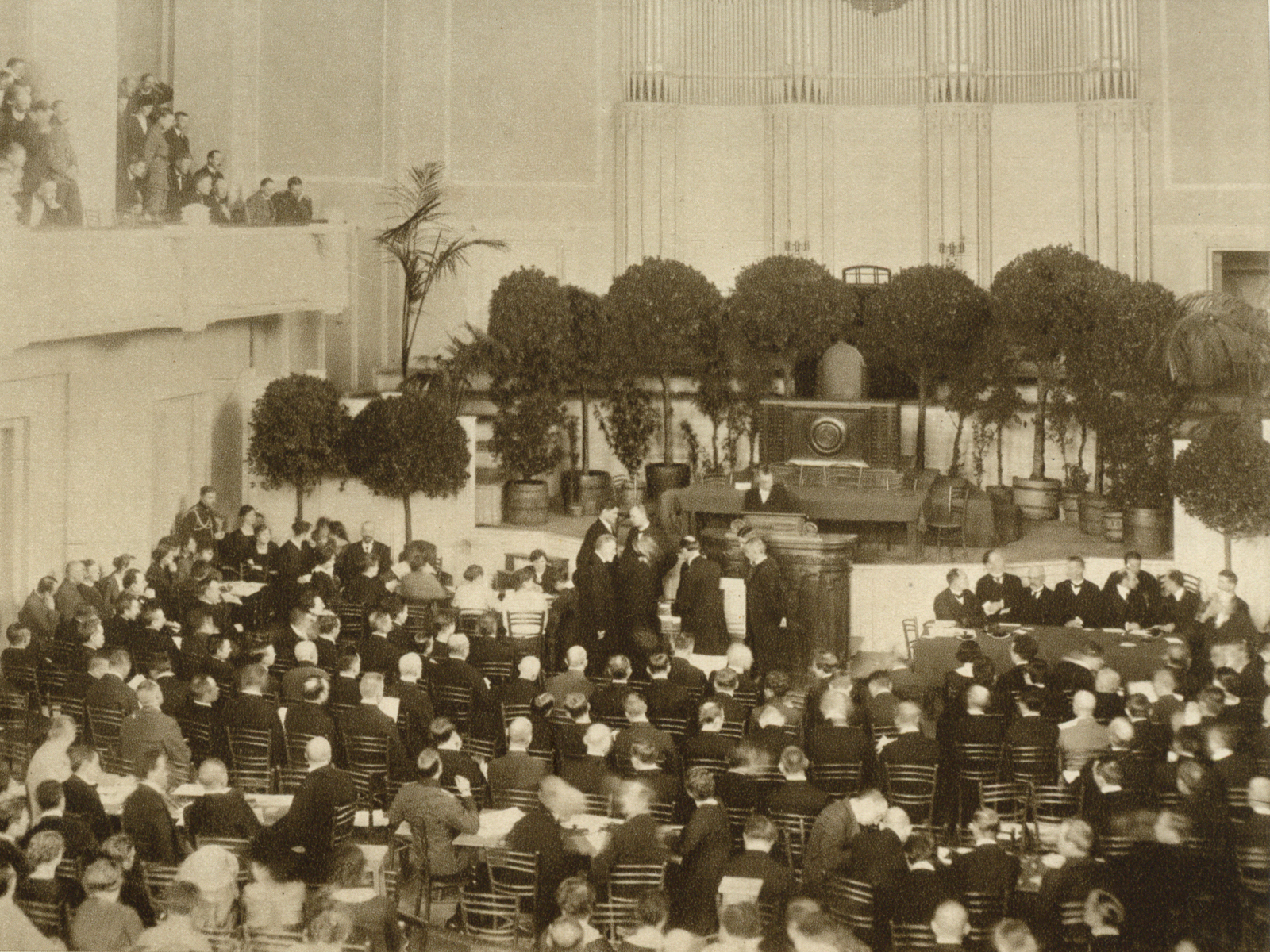
Sessió d'obertura de l'Assemblea Constituent Estoniana el 23 d'abril de 1919

Els seus 120 membres van celebrar la sessió d'obertura el 23 d'abril de 1919, considerat des d'aleshores la diada del Parlament. Fou escollit aquest dia perquè coincidia amb l'aixecament de Sant Jordi de 1343. Fou escollit com a cap de l'assemblea el socialdemòcrata August Rei. El 7 de maig l'Assemblea va aprovar la Llei d'Escoles Públiques Elementals, per la qual s'establia l'ensenyament obligatori des dels sis anys. El 9 de maig de 1919 el govern provisional estonià va dimitir i va prendre possessió i el primer govern d'Estònia elegit democràticament, dirigit pel primer ministre socialdemòcrata Otto Strandman.
El 15 de maig l'Assemblea va reafirmar la declaració d'independència d'Estònia, amb l'objectiu que la comunitat internacional la reconegués. El 19 de maig va aprovar una constitució provisional estoniana i el 10 d'octubre una reforma agrària per la qual s'expropiava terres als germanobàltics i acabava amb set segles de possessió de les terres que els alemanys havien guanyat amb la Croada Livònica.
El 13 de febrer de 1920 fou ratificat el Tractat de Tartu, signat el 2 de febrer entre Estònia i la Rússia Soviètica. El 15 de juny de 1920 fou adoptada la primera constitució estoniana, i després d'això es convocaren les primeres eleccions legislatives, i com concorregudes el 20 de desembre de 1920, l'Assemblea Constituent es va dissoldre.